# Mariamme V
Mariamme V (I wiek) – przedstawicielka dynastii herodiańskiej, żona Heroda z Chalkis.
Była córką Józefa III i jego żony Olympias, córki Heroda Wielkiego. Data jej urodzenia nie jest znana. Przypuszcza się, że urodziła się w pierwszych latach I wieku.
Poślubiła swojego kuzyna Heroda z Chalkis. Małżeństwo to zostało zawarte prawdopodobnie pod koniec lat dwudziestych I wieku.
Dzieckiem Heroda z Chalkis i Mariamme V był Arystobul III, król Armenii Mniejszej.